# Унутрашња црква Судана
Унутрашња црква Судана (енгл. Sudan Interior Church) је једна од хришћанских цркава на територији Јужног Судана. Има око 25.000 верника, приближно 60 свештеника и око 120 комуна (заједница). Члан је Већа цркава Новог Судана и припада баптистичкој грани хришћанства.

## Историјат
Црква је настала од захваљујући америчким мисионарима који су 1937. установили „Суданску унутрашњу мисију“. Поменути свештеници протерани су од стране италијанских власти у Етиопији. Године 1963. црква је постала независна са комунама у вилајетима Горњи Нил и Плави Нил. Мисија суданске унутрашње цркве састоји се у ширењу вере, образовању, хуманитарном раду, помоћи друштву и изградњи школа.